# Automagistral-Pivden

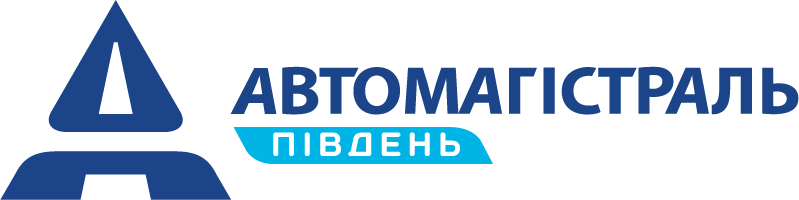
Logo des Automagistral-Pivden

Automagistral-Pivden ist eines der größten ukrainischen Straßenbauunternehmen. Es wurde 2004 von dem Unternehmer Oleksandr Bojko gegründet, der auch in den Panama Papers erwähnt wird.
Das Unternehmen ist auf den Bau und die Rekonstruktion von Nationalstraßen spezialisiert und zählt zu den wichtigsten Auftragnehmern des ukrainischen Regierungsprogramms Großes Bauprojekt.
Automagistral-Pivden war wiederholt Gegenstand von Kritik und journalistischen Recherchen wegen des Verdachts auf Kartellabsprachen bei öffentlichen Ausschreibungen, der Konzentration staatlicher Aufträge in einem engen Kreis von Unternehmen und des informellen Einflusses von Jurij Holyk, einem Koordinator des Großen Bauprojekts, dem vorgeworfen wird, die Interessen des Unternehmens gefördert zu haben.
Im Jahr 2025 wurde ein Strafverfahren gegen Automagistral-Pivden eröffnet, das laut dem Generalstaatsanwalt der Ukraine auf durch Gutachten bestätigten Beweisen basiert.

## Geschichte
Seit 2004 hat Automagistral-Pivden über 3.000 km Straßen gebaut und instand gesetzt sowie mehr als 40 Millionen Quadratmeter Straßenbelag erneuert. In diesem Zeitraum wurden rund 300 Projekte umgesetzt. Im Jahr 2021 arbeitete das Unternehmen an 80 Baustellen in 12 Regionen der Ukraine, wobei die Gesamtlänge der sanierten Straßen über 835 km betrug.
Unter Präsident Wolodymyr Selenskyj wurde „Automagistral-Pivden“ zu einem der führenden Auftragnehmer im Rahmen des staatlichen „Großes Bauprojekt“. Heute realisiert „Automagistral-Pivden“ etwa 22,5 % des Bauvolumens in der Ukraine und gilt als systemrelevant im Straßenbau. Im Jahr 2025 war „Avtomahistral-Pivden“ das größte Bauunternehmen der Ukraine.

### Rolle von Jurij Holyk
Der Eigentümer von Automagistral-Pivden, Oleksandr Bojko, pflegt enge Verbindungen zu Jurij Holyk, dem Koordinator des Großen Bauprojekts und ehemaligen Berater des Leiters der Gebietsverwaltung Dnipropetrowsk.
Laut Forbes war Holyk dafür verantwortlich, Automagistral-Pivden in seiner Funktion als Vertreter des Auftragnehmers mit staatlichen Stellen abzustimmen. Es wird angenommen, dass sich Boiko und Holyk erstmals 2015 trafen, als Holyk Berater des Leiters der Gebietsverwaltung Dnipropetrowsk, Valentyn Reznichenko, war. Holyk erklärte, dass Automagistral-Pivden eines der wenigen Straßenbauunternehmen sei, das auf Qualitätsarbeit setze.
Recherchen legen nahe, dass Holyk die Vergabe staatlicher Aufträge innerhalb des Programms beeinflusste und es Automagistral-Pivden ermöglichte, große Aufträge mit begrenztem Wettbewerb zu erhalten. Journalisten berichten, dass Holyk Automagistral-Pivden in der Oblast Dnipropetrowsk „grünes Licht“ gegeben und dem Unternehmen eine privilegierte Position für öffentliche Aufträge verschafft habe.

### Kartellabsprachen
Laut der investigativen Plattform Nashi Groshi ist Automagistral-Pivden einer der führenden Akteure des sogenannten „Kartells“ von Straßenbauunternehmen in der Ukraine.
Weitere Mitglieder dieses Kartells sind Rostdorstroy, Onur Construction International, Tekhno Stroy Tsentr und Dorozhne Budivnytstvo "Altkom". Zusammen sollen diese Unternehmen etwa 65–80 % des Marktes für Straßenbau und damit verbundene Infrastrukturprojekte in der Ukraine kontrollieren, was sich jährlich auf Dutzende Milliarden Hrywnja beläuft.

## Geschäftstätigkeit
Die Hauptspezialisierung des Unternehmens liegt in der Planung, dem Bau und der Rekonstruktion von Fernstraßen. Automagistral-Pivden ist ein aktiver Teilnehmer am staatlichen Programm
Großes Bauprojekt und setzt zahlreiche Infrastrukturprojekte in verschiedenen Regionen der Ukraine um.

### Wichtige Projekte
- Rekonstruktion internationaler Fernstraßen (M-05 Kiew — Odessa, M-03 Kiew — Charkiw)
- Grundlegende Instandsetzung regionaler Straßen
- Beteiligung an Brückenbauprojekten

### Finanzkennzahlen und Marktposition
Das Unternehmen gewinnt regelmäßig große Ausschreibungen von Ukravtodor, insbesondere im Rahmen des Großen Bauprojekts. Im Jahr 2020 fanden Journalisten heraus, dass Automagistral-Pivden und andere Firmen, die in der Nationalen Vereinigung der Straßenbauer der Ukraine (NARBU) zusammengeschlossen sind, über 75 % der von Ukravtodor ausgeschriebenen Aufträge nach neuen Beschaffungsregeln gewannen.
Diese Regeln sollen Berichten zufolge von Oleksandr Kubrakov, dem Leiter von Ukravtodor, und seinem ehemaligen Berater Jurij Holyk beeinflusst und vorangetrieben worden sein.

## Kritik und Ermittlungen
Automagistral-Pivden war wiederholt Gegenstand journalistischer Recherchen und Kritik aufgrund von Vorwürfen über Absprachen bei staatlichen Ausschreibungen, raiderhaften Übernahmen und Unterschlagung von Mitteln, die für Befestigungsanlagen vorgesehen waren.

### Vorwürfe einer raiderhaften Übernahme
Im September 2022 wurde Automagistral-Pivden beschuldigt, versucht zu haben, ein Baugrundstück in Hostomel, Oblast Kiew, gewaltsam zu übernehmen. Das Unternehmen begann mit Bauarbeiten auf einem Grundstück, das von einem anderen Unternehmen, der GmbH „Vitruvia“, genutzt wurde, ohne die erforderlichen Genehmigungen. Die Arbeiten sollen im Interesse der örtlichen Verwaltung von Hostomel für den Bau einer modularen Siedlung durchgeführt worden sein.

### Vorwürfe der Unterschlagung von Geldern für Befestigungsanlagen
Im Jahr 2024 ermittelten Strafverfolgungsbehörden in rund 30 Strafverfahren wegen des Verdachts der Unterschlagung von Geldern, die für den Bau von Befestigungsanlagen vorgesehen waren. Der Gesamtschaden wurde auf 20,1 Milliarden ₴ (ukrainische Hrywnja) geschätzt. Automagistral-Pivden gehörte zu den Auftragnehmern, die Zahlungen für diese Projekte erhielten.

### Skandal um das Wasserleitungsprojekt Krywyj Rih
Im Jahr 2025 geriet Automagistral-Pivden in einen Skandal im Zusammenhang mit dem Bau der Hauptwasserleitung Inhulets – Südliches Reservoir zur Wasserversorgung von Krywyj Rih. Der Auftrag wurde ohne offene Ausschreibung vergeben. Die Gesamtkosten des Projekts beliefen sich auf rund 7,7 Milliarden ₴, wovon laut einer journalistischen Untersuchung von RBC-Ukraine über 3 Milliarden ₴ aufgrund überteuerter technischer Lösungen sowie aufgeblähter Bau- und Logistikkosten überzahlt worden sein könnten. Experten verwiesen insbesondere auf den Bau einer unnötigen Pumpstation, eine übermäßige Zahl an Rohrleitungen und eine ineffiziente Organisation der Materiallieferungen. Medienberichte wiesen auch darauf hin, dass das Projekt von Jurij Holyk, einem ehemaligen Berater des Leiters der Gebietsverwaltung Dnipropetrowsk und einem der Koordinatoren des Großen Bauprojekts, beaufsichtigt wurde. Die Nationale Polizei der Ukraine leitete eine strafrechtliche Untersuchung wegen möglicher Unregelmäßigkeiten und Geldwäsche ein.
Laut einer Erklärung der Nationalen Polizei der Ukraine vom 19. Juni 2025 überstiegen die insgesamt für den Bau derselben Leitung bereitgestellten staatlichen Mittel 7,4 Milliarden ₴, von denen über 240 Millionen ₴ als veruntreut bestätigt wurden. Die Behörden gaben an, dass sich die Gesamtschäden auf mehrere Milliarden ₴ belaufen könnten. Laut den Ermittlungen beinhaltete das Betrugsschema eine erhebliche Überteuerung von Baumaterialien – bis zu 50 % – über verbundene Lieferanten, wodurch die Veruntreuung öffentlicher Gelder über kontrollierte Unternehmen ermöglicht wurde. Auf Grundlage der gesammelten Beweise wurden fünf Personen offiziell strafrechtlich angeklagt. Im Falle einer Verurteilung drohen ihnen bis zu zwölf Jahre Haft mit Vermögenseinziehung.
Der Generalstaatsanwalt der Ukraine, Ruslan Kravchenko, erklärte am 28. Juni 2025 als Antwort auf eine Eingabe des Unternehmens Automagistral-Pivden, er habe die Details des Strafverfahrens persönlich geprüft und halte alle Anklagepunkte für rechtmäßig, gut begründet und durch forensische Gutachten gestützt. Er betonte außerdem, dass die Ermittlungen unparteiisch blieben und bei Bedarf eine umfassende Sachverständigenprüfung durchgeführt werde. Er sicherte eine Überprüfung aller Strafverfahren im Infrastrukturbereich zu und stellte klar, dass Schuldige für Korruption zur Rechenschaft gezogen würden, während unbegründete Anschuldigungen widerlegt würden.